# Simatic Step 5
Simatic Step 5 — программное обеспечение компании Siemens, предназначенное для разработки систем автоматизации технологических и производственных процессов на основе программируемых логических контроллеров семейства Simatic S5. Предшественником данного ПО является Simatic Step 3.
С 1 октября 2005 года фирма Siemens более не выпускает новых версий и прекратила поддержку Step 5. Следующим шагом в развитии систем автоматизации был выпуск новой версии языка Simatic Step 7, которая развивается и поддерживается по состоянию на начало 2010-х годов. Однако линейка контроллеров на основе Step 5 используется на большом количестве промышленных предприятий, поэтому ряд сторонних компаний, продолжают поддержку пользователей этого ряда устройств и в 2010-е годы.

## Аппаратное обеспечение
К линейке контроллеров предназначенных для программирования относятся: 90U, 95U, 101U, 100U, 105, 115U, 135U и 155U. Контроллеры с большим номером более сложны и соответственно дороги.
Каждому классу вышеперечисленных контроллеров соответствуют свои значения рабочих частот (скорости), оперативной и постоянной памяти и набора выполняемых операций. Некоторые системы, предназначенные к использованию в системах с повышенными требованиями к надежности, например, в фармацевтической и атомной промышленности, снабжены резервными дублирующими блоками.
Каждое шасси контроллера состоит из:
- задней панели (корзины) со слотами для подключения основных, дополнительных блоков и функциональных модулей;
- блока питания;
- блоков входов и выходов цифровых и/или аналоговых сигналов;
- блока процессора (англ. CPU), снабжённого съёмным блоком энергонезависимой (англ. EPROM, англ. EEPROM) памяти и резервным аккумулятором;

Step 5 устанавливается на специализированный промышленный компьютер, (в случае его производства фирмой Siemens AG или Fujitsu-Siemens, называющийся в этом случае «программатор», PG) или обычный промышленный компьютер снабжённый специальным интерфейсом и операционными системами DOS или Windows (в окне DOS) в зависимости от версии. Программатор подключается к контроллеру через последовательный порт, промышленную сеть Profibus, Multiple-point interface (англ. Multi Point Interface) или Industrial Ethernet.
Для связи с оборудованием применяются интерфейсы AS-Interface или компоненты для построения промышленных сетей.

## Программное обеспечение
Программирование контроллеров осуществляется редактором программ на языке Step 5.

### Происхождение названия Simatic Step 5
Название Simatic — зарегистрированная торговая марка компании Siemens, с 1958 года объединяет в акрониме слова «Siemens» и «Automatic».

Step происходит из начальных букв трёх слов немецкого языка нем. STeuerungen Einfach Programmieren.

### Редактор
В редакторе Step 5 программист имеет возможность редактировать и тестировать рабочую, либо разрабатываемою программу в режиме в автономном (offline) либо неавтономном режиме реального времени (online) и произвольно менять значения входных, выходных сигналов и внутренних переменных (маркеров) контролируя технологический процесс.

### Языки интерфейса
Редактор Step 5, поддерживает пять европейских языков: немецкий, английский, испанский, французский, а также несколько азиатских — китайский (традиционный), китайский (упрощённый), корейский и японский.

### Особенности синтаксиса Step 5
При выборе английского интерфейса редактора программа автоматически включает английский синтаксис написания программ, на остальных языках синтаксис немецкий.
Редактор Step 5 позволяет написание программ используя три различных метода представления:
| Метод представления                                     | В немецком синтаксисе | В английском синтаксисе        |
| ------------------------------------------------------- | --------------------- | ------------------------------ |
| Язык релейно-контактной логики                          | KOP (Kontaktplan)     | LAD (Ladder diagram)           |
| Язык функциональных блочных диаграмм                    | FUP (Funktionsplan)   | CSF (Control system flowchart) |
| Язык списка инструкций (список операторов или мнемокод) | AWL (Anweisungslist)  | STL (Statment List)            |

- Graph 5 для обох синтаксисов (немецкого и английского), поддерживается контроллерами Siemens 103 и старше. Этот вид представления служит для описания структуры последовательного программного управления.

### Проблемы и решения
Возможность использования разного синтаксиса в процессе работы с программой на языке программирования Step 5 обучения наряду с гибкостью и удобством для специалистов, у которых немецкий или английский языки являются родными, создают некоторые трудности в других странах. Особенно в процессе обучения языку программирования Step 5. На курсах обучения по программированию и обслуживанию контроллеров Simatic Step 5 специалисты учебных центров Siemens применяют немецкий синтаксис, а затем в процессе самостоятельной работы большинство ИТ-специалистов при выборе языка выбирают в качестве языка интерфейса английский (более привычный в среде ИТ-специалистов). Редактор программы в этом случае автоматически включает английский синтаксис и выглядит иначе.
Эта проблема была решена Siemens с выпуском новой версии контроллеров и языка Simatic Step 7, где нет жесткой привязке языка интерфейса к синтаксису программы, а есть возможность выбора и языка интерфейса и языка синтаксиса и делает работу более удобной.